# Clan Ikeda
Il Clan Ikeda (池田氏?, Ikeda-shi) fu un clan del Giappone feudale della provincia di Owari (e di preciso nei domini di Tottori e Okayama) che dichiarava di discendere da Minamoto no Yorimitsu.
Fu il suo bis-nipote Yasumasa che prese per primo il nome Ikeda. Tuttavia le origini del clan hanno dato vita a numerosi dibattiti poiché secondo alcune fonti risultano discendenti del clan Kusunoki.
Nel XV secolo, durante il periodo Sengoku, gli Ikeda prosperarono essendo stati servitori dei Tre unificatori. Ikeda Tsunetoshi entrò al servizio di Oda Nobuhide e suo figlio Nobuteru divenne uno dei più leali generali degli Oda nonché amico personale di Toyotomi Hideyoshi. Nobuteru fu ucciso nella battaglia di Komaki e Nagakute ma suo figlio Terumasa si schierò con Tokugawa Ieyasu nella battaglia di Sekigahara; con la vittoria di Ieyasu, Terumasa divenne successivamente uno dei daimyō più ricchi di tutto il Giappone, poiché gli fu assegnato il dominio di Tottori.
Gli Ikeda rimasero un ricco clan anche durante il periodo Edo.

## Ramo Settsu-Ikeda

Emblema (mon) del ramo Settsu-Ikeda

1. Ikeda Korezane
2. Ikeda Koremochi
3. Ikeda Koresada
4. Ikeda Kimisada
5. Ikeda Yasusada
6. Ikeda Yasumasa
7. Ikeda Yasumitsu
8. Ikeda Yasunaga
9. Ikeda Yasutsugu
10. Ikeda Yasutada
11. Ikeda Kagemasa
12. Ikeda Noriyori
13. Ikeda Norimasa
14. Ikeda Kazumasa
15. Ikeda Iemasa
16. Ikeda Mitsumasa
17. Ikeda Sadamasa
18. Ikeda Nobumasa (d.1548)
19. Ikeda Nagamasa (d.1563)
20. Ikeda Katsumasa (1530/1539-1578)
21. Ikeda Tomomasa (1555-1604)
22. Ikeda Sankuro (1589-1605)
23. Ikeda Mitsushige (d.1628)
24. Ikeda Mitsunaga
25. Ikeda Sadanaga
26. Ikeda Sadashige
27. Ikeda Akisada
28. Ikeda Sadahiko
29. Ikeda Sadao
30. Ikeda Sadakazu
31. Ikeda Sadamizu
32. Ikeda Tonemune

## Famiglia Mino-Ikeda

Emblema (mon) del ramo Mino-Ikeda

1. Ikeda Tsunetoshi (d.1538)
2. Ikeda Tsuneoki
3. Ikeda Terumasa
4. Ikeda Toshitaka (1584-1616)
5. Ikeda Mitsumasa
6. Ikeda Tsunamasa
7. Ikeda Tsugumasa
8. Ikeda Munemasa
9. Ikeda Harumasa (1750-1819)
10. Ikeda Narimasa (1773-1833)
11. Ikeda Naritoshi (1811-1842)
12. Ikeda Yoshimasa (1823-1893)
13. Ikeda Mochimasa (1839-1899)
14. Ikeda Akimasa (1836-1903)
15. Ikeda Norimasa (1866-1909)
16. Ikeda Tadamasa (1895-1920)
17. Ikeda Nobumasa (1904-1988)
18. Ikeda Takamasa (1926-2012)

## Membri importanti del clan
- Ikeda Tsuneoki meglio conosciuto come Ikeda Nobuteru (1536 – 18 maggio 1584)
- Ikeda Terumasa (31 gennaio 1565 – 16 marzo 1613)
- Ikeda Toshitaka (10 ottobre 1584 – 26 luglio 1616)
- Ikeda Mitsumasa (10 maggio 1609 – 27 giugno 1682)
- Ikeda Tsunamasa (18 febbraio 1638 – 5 dicembre 1714)
- Ikeda Munemasa (1727-1764)[1][2]
- Atsuko Ikeda (7 marzo 1931 -)